# Dicranomyia (Dicranomyia) luaboensis
Dicranomyia (Dicranomyia) luaboensis is een tweevleugelige uit de familie steltmuggen (Limoniidae). De soort komt voor in het Afrotropisch gebied.